# El negro que tenía el alma blanca (1927)
El negro que tenía el alma blanca (El negre que tenia l'ànima blanca) és una pel·lícula espanyola dirigida per Benito Perojo el 1927. Tingué un remake sonor el 1934 i una versió argentina el 1951.
La pel·lícula tracta la relació amorosa entre una persona blanca i una altra negra, les diferències culturals i com l'amor serveix d'estat de predisposició positiva cap a l'altre. La pel·lícula relaciona allò negre amb allò físic, corporal i precivilitzat. Diverses escenes reforcen la identificació estereotipada del negre amb allò libidinós i primitiu. Pel que fa als personatges, ens hi trobem a Peter Wald, un home negre de posició alta en ser un artista amb reconeixement social, i Emma, una dona blanca amb prejudicis racials envers Peter, tot i ser una actriu amb menor posició social que ell. Destaca el paper del pare d'Emma, per ser un personatge que fa de contrapunt per estar lliure de prejudicis racials.